# Tommaso Neri
Tommaso Neri (Thoma de Neris) (Tivoli, circa 1560 – circa 1630) è stato un medico e scrittore italiano.

## Biografia
Visse nella metà del XVI secolo ed il primo trentennio del XVII secolo. Apparteneva alla benestante famiglia dei Neris (volgarizzato in Neri), che già nel 1535, insieme a quelle dei Brunelli, Sebastiani e Toballi, erano le più ricche del ceto dirigente tiburtino .; divenne medico seguendo le orme dello zio materno Vincenzo Colonna che l'annalista tiburtino Giovanni Maria Zappi ricorda tra li eccellenti medici.. Tommaso Neri non risulta ancora medico nell'elenco delle famiglie dello Zappi, che può essere fatto risalire al 1580, ma risulta medico nella copertina dell'opera De tyburtini aeris salubritate commentarius. Auctore Thoma de Neris medico, Romae, apud Alexandrum Zannettum, 1622, il cui imprimatur è datato 27 agosto 1621.

## Opera
Il Neri dice nell'introduzione di voler scrivere brevemente qualcosa sull'aria di Tivoli, per la propria soddisfazione e per quella dei suoi amici; d'altra parte, chi meglio di un medico - si domanda - poteva parlare dell'aria della sua città?

## L'aristotelismo
L'autore professa l'aristotelismo, in quanto le basi della medicina erano state tracciate da Aristotele e perché nel XVII secolo era ancora valida la fisica dello stagirita con i quattro elementi: la terra, più pesante, al centro del mondo: le sfere degli altri elementi intorno alla terra con il loro peso decrescente: acqua, aria e fuoco. L'esperienza di Aristotele è molto evidente: la pietra  immersa nell'acqua affonda, quindi tende a situarsi al di sotto dell'acqua; una bolla d'aria tende a salire, dall'acqua, in superficie, perciò l'aria tende a disperdersi sopra l'acqua; il fuoco che fiammeggia tende sempre verso l'alto, cioè vuole congiungersi alla sua sfera che è al di sopra dell'aria.

## L'aria come nutrimento
L'aria rappresenta il fulcro dell'opera, ed ecco allora l'aria come nutrimento:
Triplex esse animantium nutrimentum, Cibum, Potum atque Spiritum. Sed Spriritus iste, nil aliud est; quam aer inspiratus, vapori sanguinis admixtus: ut notavit Gal. lib. II. Meth. Cap. 3. Qui cum oriatur, a corde texte eodem de utilitate respirat: ....

## La stampaCivitatis Tyburis Delineatio
Particolarmente importante la tavola contenuta in appendice al volume intitolata Civitatis Tyburis Delineatio, che gli studiosi dei secoli successivi attribuirono a Daniel Stoopendaal (oppure Stoopendael, col nome italianizzato come Daniello). L'artista e disegnatore olandese nacque invece intorno al 1650 e fu attivo dal 1672 al 1726, e prese la tavola dal volume di Tommaso Neri, arricchendola di alcuni particolari, tanto che nei secoli successivi fu considerato l'autore della tavola stessa.